# Ghostery
Ghostery – darmowa wtyczka dla przeglądarek Firefox, Google Chrome, Internet Explorer, Opera, Safari, a także przeglądarka na platformy iOS, Android oraz Firefox OS, oparta na licencji freeware o zamkniętym kodzie źródłowym, należąca do Ghostery, Inc. (dawniej Evidon).
Ghostery wykrywa i kontroluje skrypty, grafiki, ramki i inne obiekty zwane tropicielami lub trackerami (z ang. tracker – tropiciel), które są umieszczane na stronach internetowych, które są zazwyczaj niewidoczne dla użytkownika, a pozwalają poznać jego „nawyki” w internecie dzięki umieszczaniu plików cookies, a  także za pomocą tzw. odcisku palca.
Dodatkowo, Ghostery, Inc. tworzy bazę skryptów tropiących oraz firm za nie odpowiedzialnych w celach edukacyjnych.

## Funkcje

### Działanie
Ghostery blokuje żądania HTTP i przekierowuje według ich adresu źródłowego na kilka sposobów:
1. Blokuje skrypty tropiące firm trzecich, które są używane przez strony do zbierania danych w celach marketingowych, bezpieczeństwa oraz personalizacji stron. Są one podstawową metodą zbierania informacji o użytkowniku za pomocą plików cookies. Zablokowanie trackera powoduje, że każdy plik cookie jaki utworzy, nie jest dostępny dla nikogo poza użytkownikiem, a co za tym idzie nie może być odczytany przez owe skrypty;
2. Na bieżąco aktualizuje „bazę skryptów”, na podstawie której identyfikowane są nowe skrypty śledzące, a następnie automatycznie je blokuje[3];
3. Umożliwia wyłączenie blokowania konkretnych trackerów na danych stronach poprzez dodawanie ich do tzw. białej listy. Posiada także inne opcje przeznaczone dla zaawansowanych użytkowników[5][6].

### Raportowanie zebranych danych

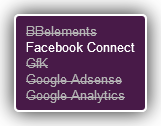
Nakładka informująca o zablokowaniu 4 spośród 5 znalezionych tropicieli

Ghostery powiadamia o wszystkich znalezionych tropicielach, zarówno tych zablokowanych przez niego, jak i niezablokowanych w specjalnym menu, które jest dostępne poprzez naciśnięcie ikony Ghostery w przeglądarce. Odpowiednio skonfigurowany Ghostery może także wyświetlać listę owych tropicieli na stronie w postaci tymczasowej, fioletowej nakładki.
W programie znajduje się opcja Ghostrank, która – jeśli jest włączona – umożliwia Ghostery wysyłanie danych statystycznych do Ghostery, Inc., zawierających takie informacje, jak wykryte trackery wraz ze stroną na której zostały znalezione, czas ładowania stron, czy nagłówki HTTP. Dane te są anonimowe i  następnie są sprzedawane przez firmę (patrz Model biznesowy).

## Historia
Ghostery pierwotnie został zaprojektowany przez Davida Cancela, później rozwijany przez firmę Evidon (która zmieniła nazwę na Ghostery, Inc.) w lipcu 2010 roku. Ghostery jest jednym z najbardziej popularnych rozszerzeń do przeglądarek dotyczących ochrony prywatności. W 2014 roku, Edward Snowden radził internautom, aby używali Ghostery wraz z innymi narzędziami do ochrony swojej prywatności w sieci.

## Model biznesowy
Ghostery, Inc. odgrywa niejako podwójną rolę w branży reklam internetowych. Mimo że Ghostery zapobiega zbieraniu informacji o użytkowniku przez firmy marketingowe, to również zbiera statystyki na temat odwiedzanych stron, czy blokowanych reklamach do różnych agencji na całym świecie, również tym, które są zaangażowane w zbieraniu informacji o użytkownikach, między innymi w celu spersonalizowania wyświetlanych reklam oraz innych informacji marketingowych.
Niektóre z tych firm to Better Business Bureau (BBB) lub Direct Marketing Association, będące częścią Digital Advertising Alliance (DAA). Agencje wykorzystują te dane w celu monitorowania praktyk reklamodawców i (w razie potrzeby) odsyłania ich do Federalnej Komisji Handlu. Ghostery udostępnia także te dane studentom, naukowcom uniwersyteckim oraz dziennikarzom w celu wsparcia ich w badaniach.
Według niektórych dziennikarzy, Ghostery, Inc. nie wyjaśnia dokładnie w jaki sposób dane są zbierane od użytkowników i w jakim celu są używane. Inni zaś twierdzą, że Ghostery, Inc. sprzedaje dane reklamodawcom, aby ci mogli lepiej spersonalizować swoje reklamy.  Ghostery, Inc. temu zaprzecza, twierdząc że nie są zbierane żadne informacje służące do zidentyfikowania użytkownika lub do spersonalizowania mu reklam. Jako dowód, w 2010 roku firma jednorazowo udostępniła kod źródłowy programu do wglądu na GitHubie.